# دیوید اسپید
دیوید اسپید (انگلیسی: David Spade؛ زادهٔ ۲۲ ژوئیهٔ ۱۹۶۴) یک هنرپیشه اهل ایالات متحده آمریکا است. وی از سال ۱۹۸۷ میلادی تاکنون مشغول فعالیت بوده‌است.

## فیلم‌شناسی
از فیلم‌ها یا برنامه‌های تلویزیونی که وی در آن نقش داشته‌است می‌توان به جو دِرْت، بزرگ‌شده‌ها، هتل ترانسیلوانیا، قواعد نامزدی، تامی کوچولو، اکنون شما را چاک و لری اعلام می‌کنم، جک و جیل، بالغ‌ها ۲، دانشکده پلیس ۴، سر مخروطی‌ها، گورخر مسابقه، دیکی رابرتس، خواب سبک، گمشده و پیداشده، خانواده‌های دیوانه، بازنده و مایه ننگ اشاره کرد.